# Wyspy Salomona na Letnich Igrzyskach Olimpijskich 1992
Wyspy Salomona na Letnich Igrzyskach Olimpijskich 1992 reprezentował jeden zawodnik. Był to 3 start reprezentacji Wysp Salomona na letnich igrzyskach olimpijskich.

## Występy
- Leslie Ata wystartował w podnoszeniu ciężarów w wadze do 75 kg zajmując 29. miejsce.